# Idris Ali
Idris Ali, född 1940, död den 30 november 2010, var en egyptisk författare av nubiskt ursprung. Ali, som kom från södra Egypten, studerade på al-Azharuniversitetet i Kairo. Han bodde i Kairo och Libyen.
Ali gav ut tre novellsamlingar och sex romaner; romanerna Dongola och Poor finns i engelsk översättning. Den förstnämnda handlar om när Nubien översvämmades vid bygget av Assuandammen och de boende i området tvingades kämpa för att hitta arbete och uppehälle någon annanstans. Även Poor utspelar sig i Nubien, och fick beröm för skildringarna av författarens barndom i området. Ali kämpade även politiskt för nubiernas rättigheter.
2010 gav Ali ut sitt sista verk, kortromanen The Leader Having a Haircut, om de hårda förhållanden som egyptiska gästarbetare i Muammar al-Gaddafis Libyen lever under. Den orsakade stor kontrovers då Ali anklagades för att förolämpa Gaddafi, konfiskerades av säkerhetstjänsten och förbjöds vid bokmässan i Kairo 2010.